# Politique dans la Somme
Le département français de la Somme est un département créé le 4 mars 1790 en application de la loi du 22 décembre 1789, à partir des anciennes provinces de Picardie et d'Île-de-France. Les 772 actuelles communes, dont presque toutes sont regroupées en intercommunalités, sont organisées en 23 cantons permettant d'élire les conseillers départementaux. La représentation dans les instances régionales est quant à elle assurée par 18 conseillers régionaux. Le département est également découpé en 5 circonscriptions législatives et est représenté au niveau national par cinq députés et trois sénateurs. 

## Représentation politique et administrative

### Préfets et arrondissements

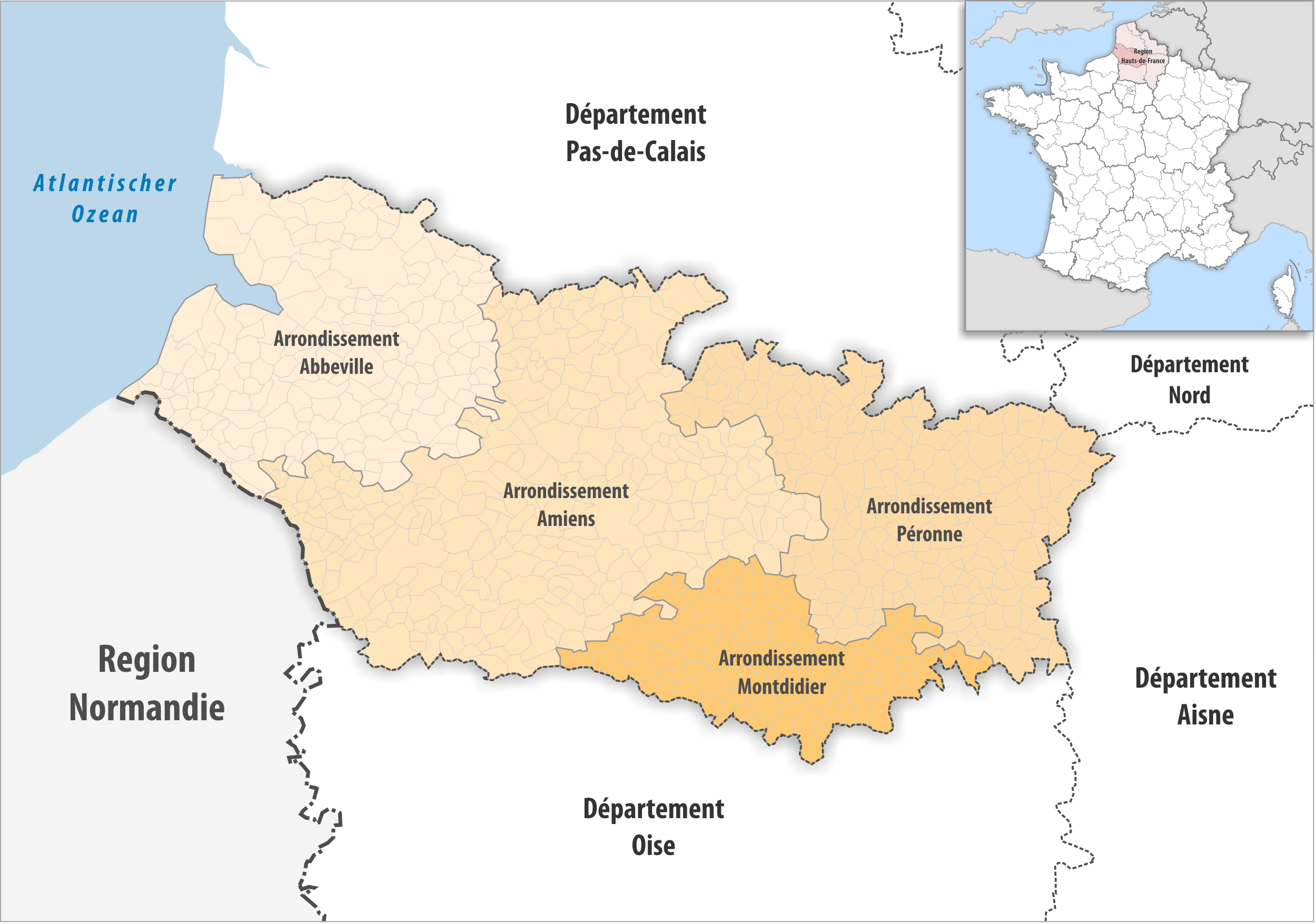
Arrondissements

La préfecture de la Somme est localisée à Amiens. Le département possède en outre trois sous-préfectures à Abbeville, Montdidier et Péronne. Jusqu'en 1926, une sous-préfecture était également localisée à Doullens.

### Députés et circonscriptions législatives

Circonscriptions et affiliations à l'issue des élections de 2024.

Depuis le nouveau découpage électoral, le département comprend cinq circonscriptions regroupant les cantons suivants :
- 1re circonscription : Abbeville-Nord, Abbeville-Sud, Ailly-le-Haut-Clocher, Amiens-II-Nord-Ouest, Amiens-IV-Est, Amiens-VIII-Nord, Domart-en-Ponthieu, Picquigny
- 2e circonscription : Amiens-I-Ouest, Amiens-III-Nord-Est, Amiens-V-Sud-Est, Amiens-VI-Sud, Amiens-VII-Sud-Ouest, Boves
- 3e circonscription : Ault, Crécy-en-Ponthieu, Friville-Escarbotin, Gamaches, Hallencourt, Molliens-Dreuil, Moyenneville, Nouvion, Oisemont, Rue, Saint-Valery-sur-Somme
- 4e circonscription : Ailly-sur-Noye, Bernaville, Conty, Corbie, Doullens, Hornoy-le-Bourg, Montdidier, Moreuil, Poix-de-Picardie, Villers-Bocage
- 5e circonscription : Acheux-en-Amiénois, Albert, Bray-sur-Somme, Chaulnes, Combles, Ham, Nesle, Péronne, Roisel, Rosières-en-Santerre, Roye

| Circ.               | Nom                  |  | Parti  | Groupe                 | Suppléant           |
| ------------------- | -------------------- |  | ------ | ---------------------- | ------------------- |
| 1re circonscription | François Ruffin      |  | PD     | Écologiste et social   | Hayat Matboua       |
| 2e circonscription  | Zahia Hamdane        |  | LFI    | La France insoumise    | Lucas Boutillier    |
| 3e circonscription  | Matthias Renault     |  | RN     | Rassemblement national | Bernard Billet      |
| 4e circonscription  | Jean-Philippe Tanguy |  | LAF-RN | Rassemblement national | Philippe Théveniaud |
| 5e circonscription  | Yaël Ménaché         |  | RN     | Rassemblement national | Emmanuel Willekens  |

### Sénateurs
|  | Identité         | Étiquette | Groupe | Autres mandats                                     |
|  | ---------------- | --------- | ------ | -------------------------------------------------- |
|  | Stéphane Demilly | UDI       | UC     | Député de la cinquième circonscription de la Somme |
|  | Laurent Somon    | LR        | LR     | Président du conseil départemental de la Somme     |
|  | Rémi Cardon      | PS        | SER    | Conseiller municipal de Camon                      |

### Conseillers départementaux

Cantons et affiliations à l'issue des élections de 2021.

| Canton              | Conseiller Sortant         | Parti | Parti | Conseiller Élu             | Parti | Parti |
| ------------------- | -------------------------- | ----- | ----- | -------------------------- | ----- | ----- |
| Abbeville-1         | Carole Bizet               |       | LR    | Julie Vast                 |       | DVG   |
| Abbeville-1         | Stéphane Decayeux          |       | Agir  | Angelo Tonolli             |       | DVG   |
| Abbeville-2         | Stéphane Haussoulier       |       | DVD   | Stéphane Haussoulier       |       | DVD   |
| Abbeville-2         | Sabrina Holleville-Milhat  |       | DVD   | Sabrina Holleville-Milhat  |       | DVD   |
| Ailly-sur-Noye      | Pascal Bohin               |       | DVD   | Pascal Bohin               |       | DVD   |
| Ailly-sur-Noye      | Brigitte Lhomme            |       | DVD   | Brigitte Lhomme            |       | DVD   |
| Ailly-sur-Somme     | Catherine Bénédini-Polleux |       | PS    | Catherine Bénédini-Polleux |       | PS    |
| Ailly-sur-Somme     | Jean-Jacques Stoter        |       | LRDG  | Jean-Jacques Stoter        |       | LRDG  |
| Albert              | Franck Beauvarlet          |       | UDI   | Franck Beauvarlet          |       | UDI   |
| Albert              | Virginie Caron-Decroix     |       | UDI   | Virginie Caron-Decroix     |       | UDI   |
| Amiens-1            | Dolorès Esteban            |       | PCF   | Dolorès Esteban            |       | PCF   |
| Amiens-1            | Cédric Maisse              |       | DVG   | Laurent Beuvain            |       | PCF   |
| Amiens-2            | Zohra Darras               |       | PS    | Zohra Darras               |       | PS    |
| Amiens-2            | Francis Lec                |       | PS    | Frédéric Fauvet            |       | PS    |
| Amiens-3            | Marion Lepresle            |       | GÉ    | Esra Ercan                 |       | EÉLV  |
| Amiens-3            | Jean-Claude Renaux         |       | PCF   | Jean-Claude Renaux         |       | PCF   |
| Amiens-4            | Nathalie Marchand          |       | PCF   | Guillemette Quiquempois    |       | PCF   |
| Amiens-4            | Jean-Louis Piot            |       | PS    | Jean-Louis Piot            |       | PS    |
| Amiens-5            | Philippe Casier            |       | G.s   | Guillaume Duflos           |       | LR    |
| Amiens-5            | Blandine Denis             |       | GÉ    | France Fongueuse           |       | UDI   |
| Amiens-6            | Hubert de Jenlis           |       | LREM  | Hubert de Jenlis           |       | LREM  |
| Amiens-6            | France Fongueuse           |       | UDI   | Valérie Devaux             |       | UDI   |
| Amiens-7            | Margaux Delétré            |       | LR    | Margaux Delétré            |       | LR    |
| Amiens-7            | Olivier Jardé              |       | LC    | Olivier Jardé              |       | LC    |
| Corbie              | Alex Gaffez                |       | RN    | Jean-Michel Bouchy         |       | UDI   |
| Corbie              | Patricia Wybo              |       | RN    | Sabine Carton              |       | DVD   |
| Doullens            | Christelle Hiver           |       | DVD   | Christelle Hiver           |       | DVD   |
| Doullens            | Laurent Somon              |       | LR    | Laurent Somon              |       | LR    |
| Flixecourt          | René Lognon                |       | PCF   | René Lognon                |       | PCF   |
| Flixecourt          | Nathalie Temmermann        |       | PS    | Nathalie Temmermann        |       | PS    |
| Friville-Escarbotin | Maryline Ducrocq           |       | DVD   | Monique Évrard             |       | DVD   |
| Friville-Escarbotin | Emmanuel Noiret            |       | DVD   | Emmanuel Noiret            |       | DVD   |
| Gamaches            | Delphine Damis-Fricourt    |       | G.s   | Guislaine Sire             |       | DVD   |
| Gamaches            | Frédéric Delohen           |       | PS    | Arnaud Bihet               |       | UDI   |
| Ham                 | Didier Potel               |       | DVD   | Frédéric Demule            |       | SE    |
| Ham                 | Françoise Ragueneau        |       | UDI   | Françoise Ragueneau        |       | UDI   |
| Moreuil             | Françoise Maille-Barbare   |       | DVD   | Françoise Maille-Barbare   |       | DVD   |
| Moreuil             | José Sueur                 |       | UDI   | Bertrand Demouy            |       | UDI   |
| Péronne             | Séverine Mordacq           |       | DVD   | Valérie Kumm               |       | PS    |
| Péronne             | Philippe Varlet            |       | LR    | Christophe Boulogne        |       | DVG   |
| Poix-de-Picardie    | Isabelle de Waziers        |       | LR    | Isabelle de Waziers        |       | LR    |
| Poix-de-Picardie    | Marc Dewaele               |       | DVD   | Jannick Lefeuvre           |       | UDI   |
| Roye                | Pascal Delnef              |       | PS    | Wilfried Larcher           |       | DVG   |
| Roye                | Catherine Quignon          |       | PS    | Josiane Hérouart           |       | PS    |
| Rue                 | Claude Hertault            |       | UDI   | Claude Hertault            |       | UDI   |
| Rue                 | Jocelyne Martin            |       | UDI   | Jocelyne Martin            |       | UDI   |

### Conseillers régionaux
Présidence : Xavier Bertrand (Aisne)
|            | Parti | Siège |
| ---------- | ----- | ----- |
| Majorité   |       |       |
|            | LR    | 4     |
|            | DVD   | 4     |
|            | UDI   | 3     |
|            | MoDem | 1     |
| Opposition |       |       |
|            | LAF   | 2     |
|            | RN    | 1     |
|            | PS    | 1     |
|            | LFI   | 1     |
|            | EELV  | 1     |

### Maires

Carte des 772 communes de la Somme au 1er janvier 2023.

| Commune    | Maire                       |  | Parti | Élection | Population |
| ---------- | --------------------------- |  | ----- | -------- | ---------- |
| Amiens     | Brigitte Fouré              |  | UDI   | 2014     | 134 780    |
| Abbeville  | Pascal Demarthe             |  | UDI   | 2020     | 22 406     |
| Albert     | Maxime Lajeunesse           |  | SE    | 2023     | 9 658      |
| Péronne    | Gautier Maes                |  | DVG   | 2020     | 7 139      |
| Corbie     | Ludovic Gabrel              |  | DVG   | 2020     | 6 080      |
| Montdidier | Catherine Quignon-Le Tyrant |  | PS    | 2020     | 5 978      |
| Doullens   | Christelle Hiver            |  | DVD   | 2020     | 5 814      |
| Longueau   | Pascal Ourdouillé           |  | DVG   | 2020     | 5 726      |
| Roye       | Delphine Delannoy           |  | DVG   | 2022     | 5 748      |

## Résultats électoraux
- Élections présidentielles françaises dans la Somme

- Élections législatives dans la Somme

- Élections sénatoriales dans la Somme

- Élections régionales dans la Somme

- Élections cantonales dans la Somme

- Élections municipales dans la Somme